# Wohnhöhle

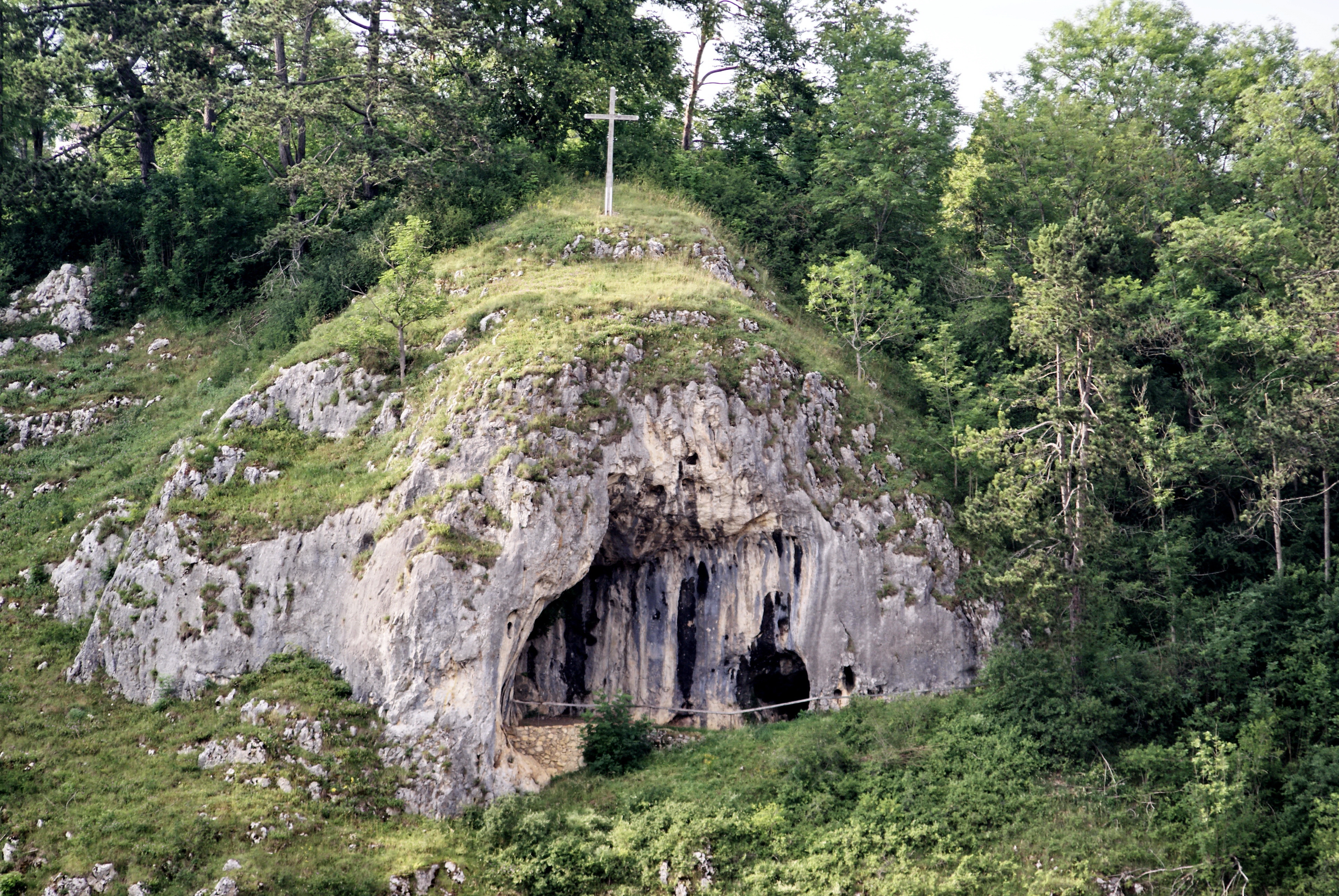
Göpfelsteinhöhle in Veringenstadt auf der Schwäbischen Alb

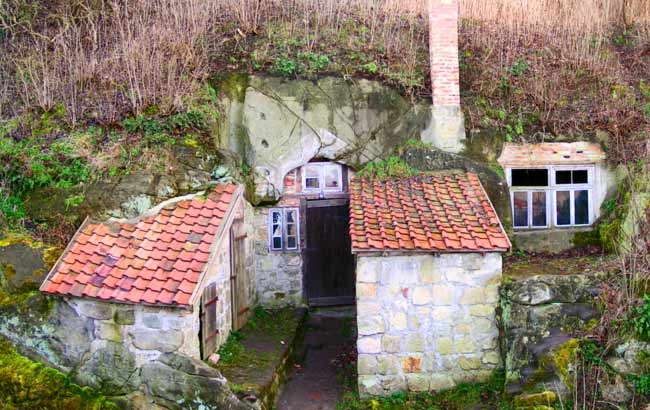
Höhlenwohnungen Langenstein in Sachsen-Anhalt

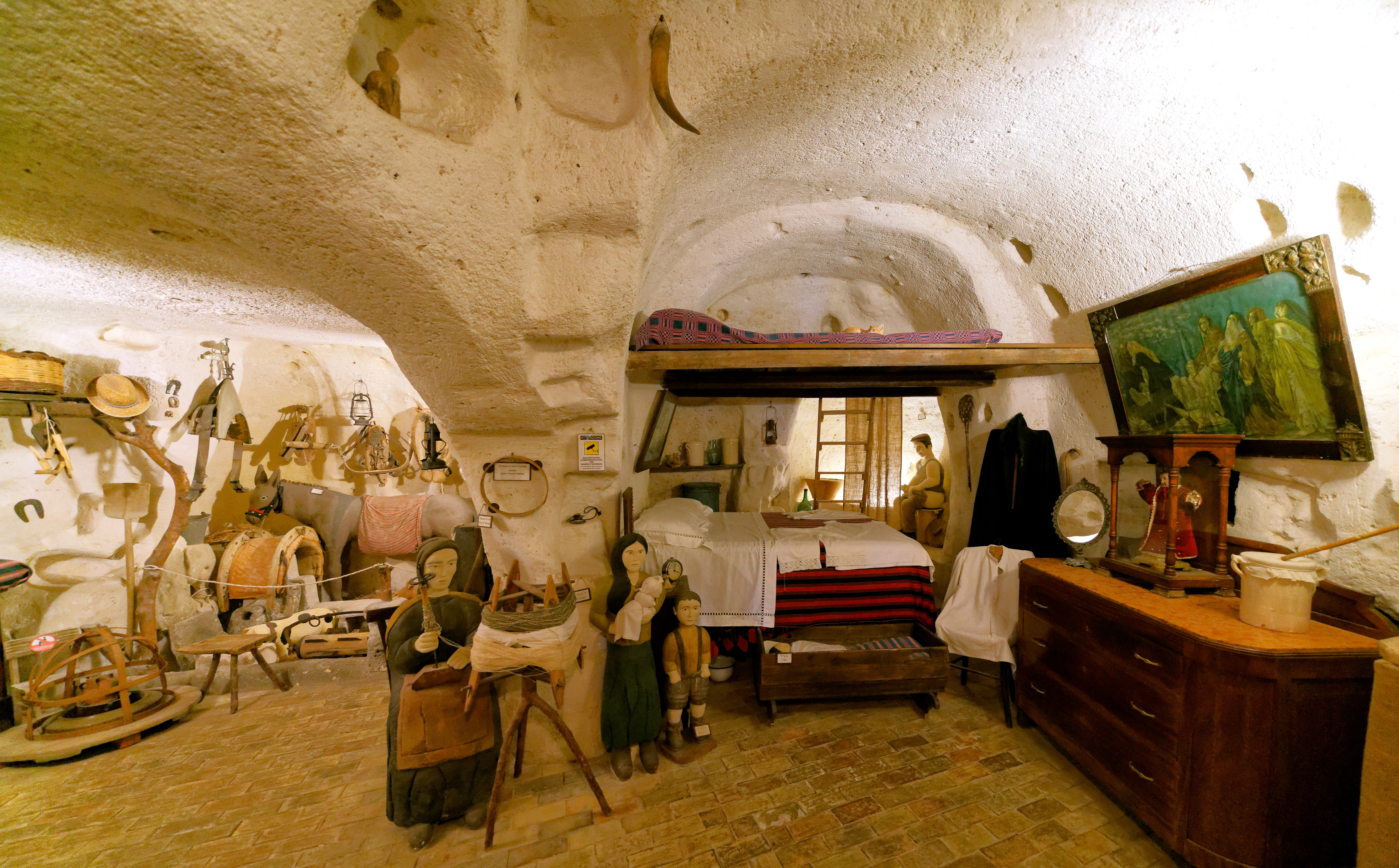
Wohnhöhle in den Sassi di Matera, Basilikata in Italien

Eine Wohnhöhle (französisch Habitat troglodytique, spanisch casa-cueva) ist eine natürliche, künstliche oder künstlich erweiterte Aushöhlung, die wie ein Erd- oder Grubenhaus zu Wohnzwecken genutzt wird.
Wohnhöhlen gibt es in Afrika, Asien und Europa. Sie prägten im 19. Jahrhundert die Vorstellung einer Entwicklungsstufe des Höhlenmenschen. Die Höhlenbewohner werden auch als Troglodyten bezeichnet.

## Abgrenzung
Erdhaus (Earth sheltered dwelling) werden in Amerika häufig aus Stahl und Beton konstruierte Häuser genannt, bei denen mehr oder weniger dicke Schichten Erde auf dem Dach und/oder an einem Teil der Außenwände aufgebracht werden. Das Wohnklima entspricht teilweise dem einer Wohnhöhle. Auch der Architekt Peter Vetsch baut solche Häuser, vor allem in der Schweiz. Rein äußerlich kommen sie dem Design der traditionellen Wohnhöhlen sehr nahe.
Durch ihre Nutzung unterscheiden sich Wohnhöhlen außerdem von Höhlentempeln oder Felsenkirchen, die jeweils ausschließlich für religiöse Zwecke gebaut wurden.

## Eigenschaften

### Konstruktion
Bei den meist selbsttragenden Hohlräumen wird die dem Festgestein innewohnende Härte genutzt. Die Stabilität der Konstruktion ist abhängig vom Gestein, in das die Höhle gegraben wird, sowie von den Dimensionen der Räume. Die unterirdische Bauweise eröffnet die Möglichkeit, die Höhle bei Bedarf zu vergrößern. Künstliche Wohnhöhlen werden in Hanglagen angelegt, um ein Überschwemmen der Wohnung bei Regen und schwankendem Grundwasserspiegel zu vermeiden. Man bezeichnet sie auch als „Haus ohne Dach“ oder spricht von subterraner bzw. subtraktiver Architektur, da beim Bau vor allem Gestein entfernt wird.

### Wohnklima
Das ganze Jahr über herrschen weitgehend ausgeglichene, behagliche Temperaturen, die um die mittlere Jahresaußenlufttemperatur des jeweiligen Gebietes schwanken. Je tiefer die Höhle in die Erde reicht, desto geringer werden die Temperaturschwankungen.
Zwischen Tag und Nacht gibt es praktisch keine Temperaturschwankungen, da der Fels bzw. die umgebende Erde als Wärmespeicher fungiert. Durch diesen Effekt werden die Höchsttemperaturen in ca. drei Meter Tiefe mit bis zu drei Monaten Verzögerung im Inneren gespürt, also erst im Oktober, und die Tiefsttemperaturen erst im April. Das ändert sich bei Verringerung der Tiefe oder bei stärkerer Be- und Entlüftung. Die Luftfeuchtigkeit bleibt aufgrund der gleichbleibenden Temperaturen und der Pufferfunktion des umgebenden Gesteins üblicherweise um die 50 bis 70 Prozent im für Wohnräume noch angenehmen Bereich. Sie liegt etwas höher als in konventionellen Wohnungen mit 40 bis 60 Prozent. Üblicherweise kann also auf zusätzliche Wärmedämmung, Heizung oder gar Klimaanlagen in Wohnhöhlen verzichtet werden.

### Nachhaltigkeit
Der Baumaterialaufwand bei der Erstellung ist gering. Der Energieaufwand für Heizung bzw. Kühlung ist vergleichsweise klein; in südlichen Breitengraden ist er bei großer Wand- und Deckenstärke nahezu null.

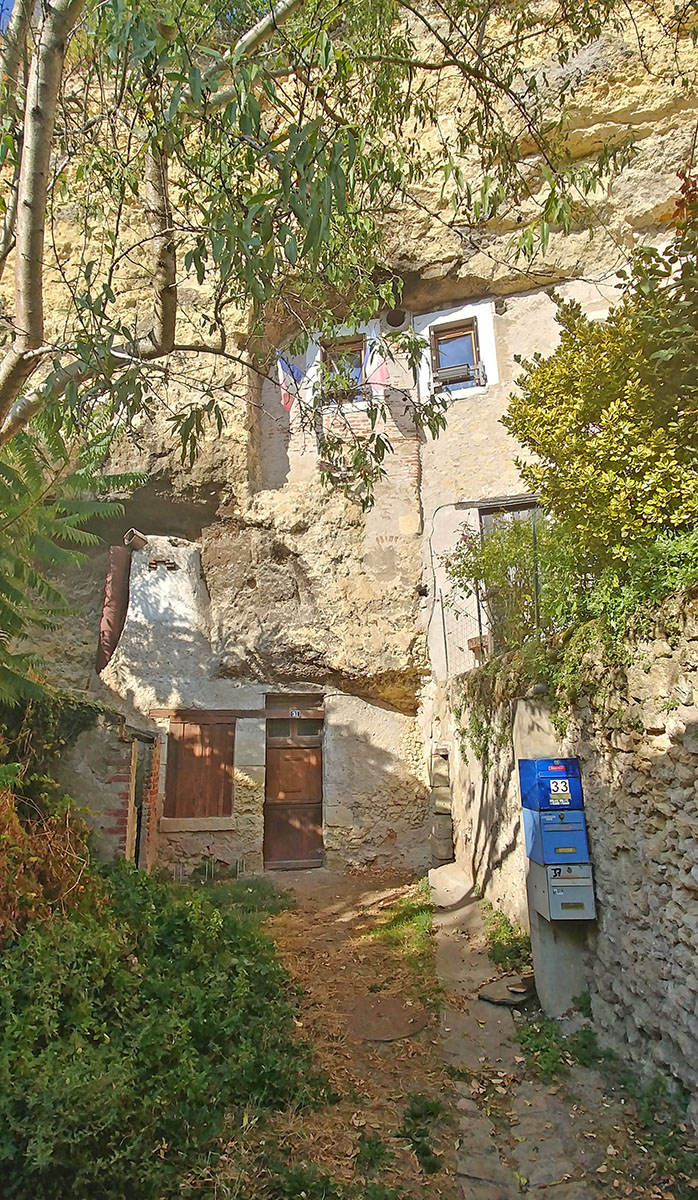
Felswohnung bei Amboise, Frankreich

### Wasserdichtigkeit
Die Dichte gegen eindringende Feuchtigkeit ergibt sich je nach Bodenart und Dicke der Höhlendecke sowie nach der Niederschlagsmenge. In Gegenden im Süden Spaniens und bei Saragossa fallen Mengen bis 400 mm (=400 l/m² und Jahr). Allerdings scheint weniger die Jahresniederschlagsmenge wichtig als die Menge einzelner Spitzenniederschlagsereignisse. Vereinzelt kommen bei schlechten Böden und geringer Deckenmächtigkeit auch Abdichtungen aus Beton oder anderen wasserdichten Materialien zum Einsatz. So ist zum Beispiel der Einsatz von Teichfolie vorstellbar oder auch Abdichtungen, die bei der Dachbegrünung verwendet werden. Deren Einsatz ist unter Experten aber umstritten, da durch die Luftdichtigkeit dieser Materialien auch die nachfolgende Trocknung durch Diffusion/Verdunstung aus der Höhlendecke in die darüber befindliche Luft erschwert oder verhindert wird. Bessere Erfahrungen wurde bei zu durchlässigen Deckschichten mit dem Aufbringen von verdichteter Tonerde gemacht.

### Radonanreicherung in der Luft
Abhängig von der natürlichen Radioaktivität des Bodens kann es durch den Aufstieg von Radon aus dem Boden zu Anreicherungen von Radon-Gas kommen, wie er auch aus Kellern bekannt ist. Radon reichert sich bei normaler Belüftung nicht an. Im Zweifel kann man Messungen der Radonbelastung der Luft vornehmen oder vorher Karten der zuständigen Strahlenschutzbehörde – zum Beispiel des Bundesamtes für Strahlenschutz – konsultieren.

### Dunkelheit
Das Fehlen von Tageslicht ist ein Problem in Erdwohnungen, bei denen in mehreren Reihen Räume hintereinander in die Erde gegraben sind. Wenn sich die Räume parallel zur Fassade befinden, kann jeder Raum mit Tageslichtöffnungen ausgestattet werden. Um auch Räume der Höhle in einigen Metern Tiefe mit Tageslicht zu versorgen, werden seit einiger Zeit spezielle Lichtröhren oder „Skylights“ angeboten, die das Tageslicht bis zu acht Meter tief ohne merkliche Verluste transportieren können. An deren Ende ist eine lampenähnliche Vorrichtung angebracht, die eine regelbare, blendfreie Leuchtkraft besitzt.
Optional kann mit diesem System auch eine Belüftung erfolgen. Andere Möglichkeiten sind die Vergrößerung der Fenster in der Fassade und der Einbau von Fenstern oder anderen transparenten Elementen (Glasziegel oder -block) zwischen inneren und äußeren Räumen.

### Belüftung
Tieferliegende Räume können mittels passiver und aktiver Be- und Entlüftung mit der nötigen Frischluft versorgt werden. Die passive Belüftung nutzt Temperaturunterschiede zwischen Innen- und Außenluft; z. B. baut man auf der am weitesten vom Eingang entfernten Seite einen Entlüftungsschacht. Zusätzlich können heute auch steuerbare Ventilatoren zur Be- und Entlüftung eingebaut werden.

## Verbreitung von Wohnhöhlen
Noch oder wieder bewohnte, ausgegrabene Höhlen finden sich an folgenden Orten:
- Frankreich (u. a. im Département Dordogne, im Département Cher sowie an den Ufern der Loire[5] sowie auf der Insel Korsika in Pianottoli-Caldarello)
- Spanien (Andalusien Guadix, Baza, Granada, Almería), Stadt Valencia und Umgebung, Provinz Alicante (Crevillente, Rojales), Aragonien (Saragossa, Tal des Jalón), Baltanás (Palencia), Umgebung von Madrid (Fuentidueña de Tajo, Madridejos, Tielmes), Kastilien (Albacete), Kanarische Inseln (Gran Canaria, z. B. Artenara, Anaga-Gebirge auf Teneriffa), Balearen (Mallorca (SaCova bei Felanitx, Cala Figuera), Ibiza).

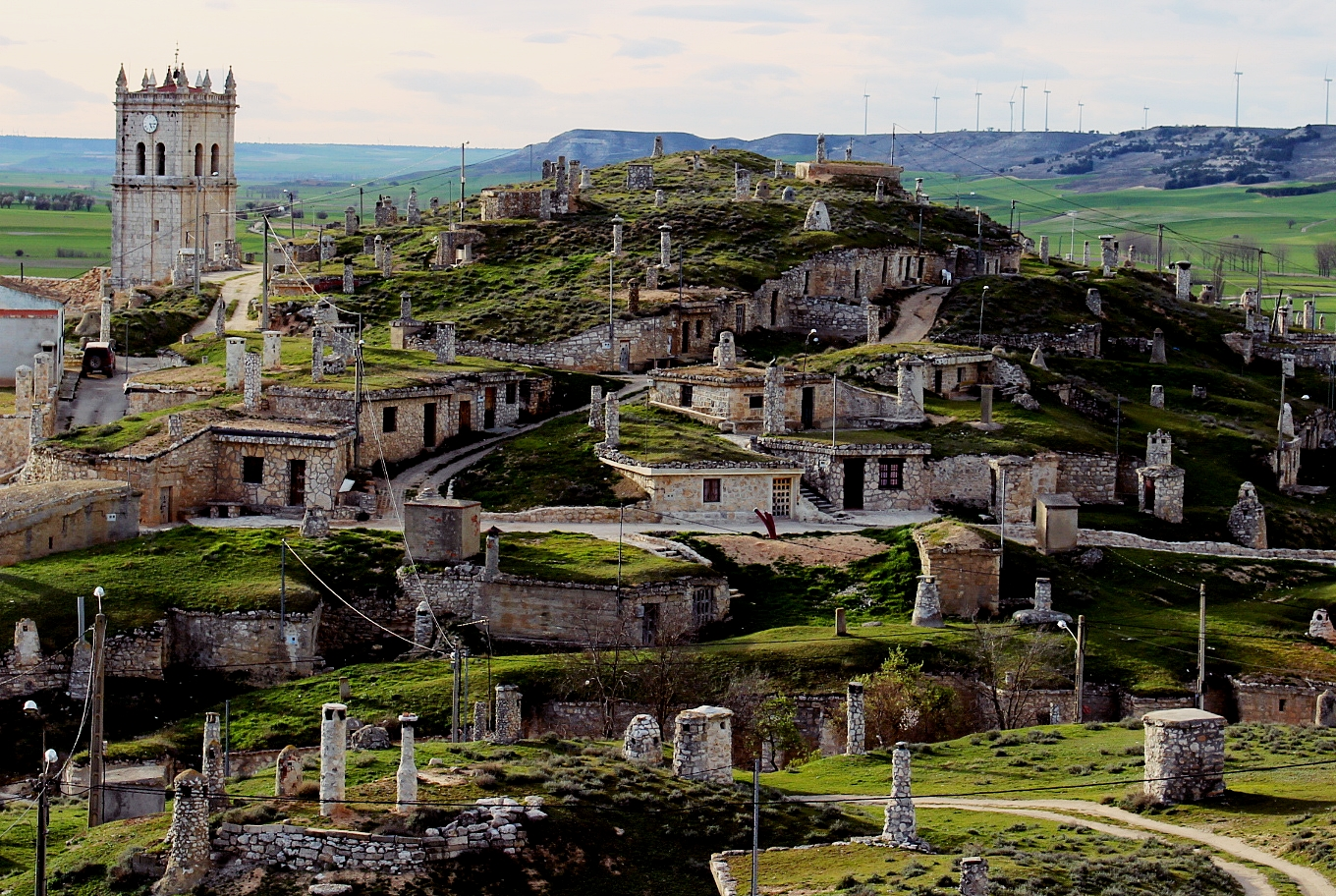
Bodegas de Baltanás (Spanien)

- Italien (Ginosa, Gravina in Puglia, Massafra, San Marzano di San Giuseppe in Apulien; Matera, Rabatana in Basilikata; Sulki in Sardinien)
- Griechenland (Insel Santorin)
- Türkei (Kappadokien, Göreme), siehe auch Höhlenarchitektur in Kappadokien
- Iran (Kandovan, Maymand)
- Marokko (Bhalil bei Sefrou, Imouzzer Kandar und Zaouia d’Ifrane im Mittleren Atlas)
- Libyen (Nalut) (Behausungen der Berber)
- Tunesien (Matmata, Chenini)
- China (Lössplateau, Region Shanxi (Zhongyang))
- Australien (Coober Pedy, White Cliffs)
- USA (St. Louis)
- Mexico (bei den Tarahumara)
- Argentinien (Los Riscos)[6] Projekt im Bau

Nur noch als Museum sind sie zu besichtigen:

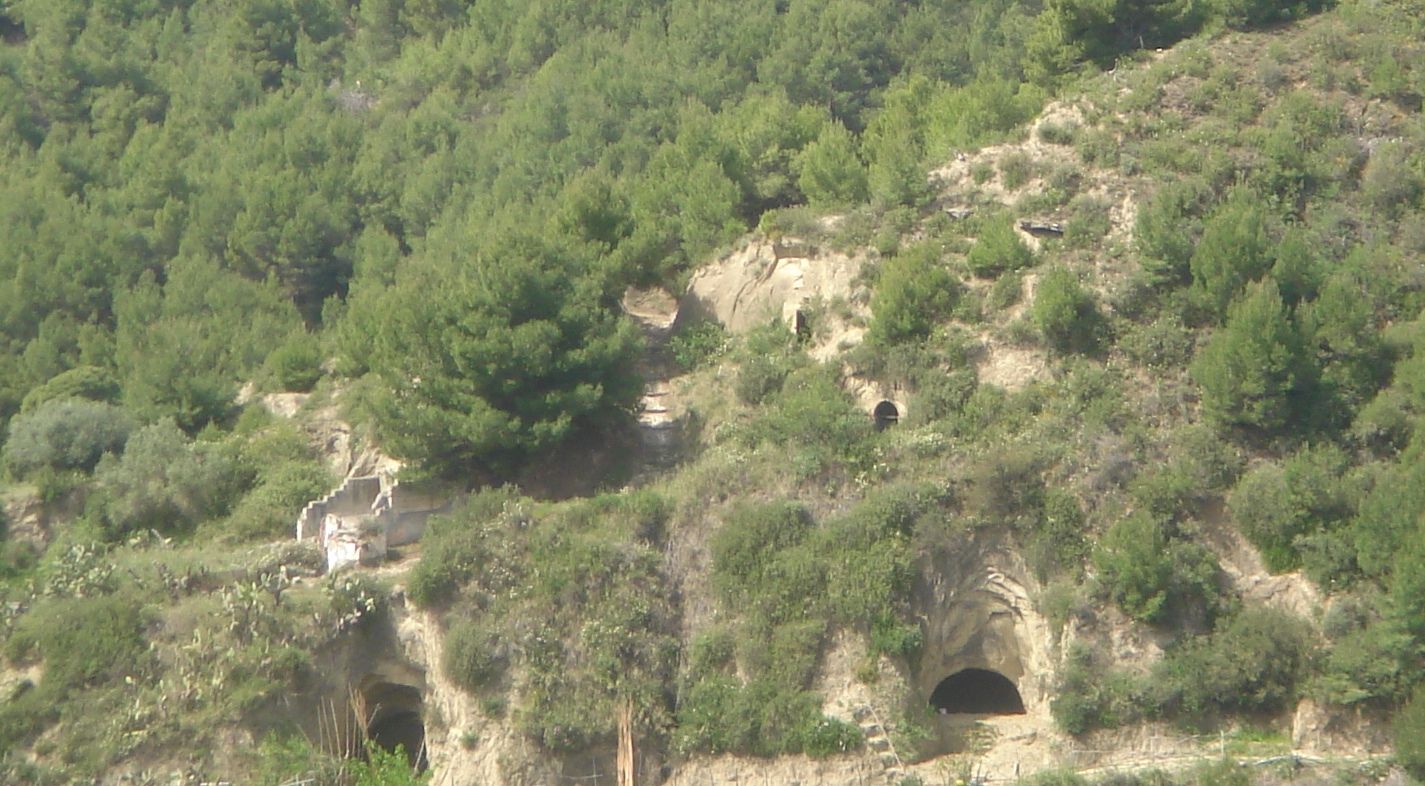
Wohnhöhlen in Rabatana (Tursi), Italien

- Deutschland (Höhlenwohnungen Langenstein, Heppenheim, Petershöhle (bei Beuron))
- Schweiz (Wildenmannlisloch, Kesslerloch, Dieterswil)
- Frankreich (La Madeleine, Maison des Rochers de Graufthal)
- England (Kinver)
- Niederlande (Meerssen, Valkenburg)
- Ungarn
- Spanien (Punta de n’Amer, Condado de Treviño, Ciutadella de Menorca (Cala Santandria))
- Italien (Balzi Rossi in Ligurien, Castel Sant’Elia in Latium, Rabatana (Tursi) in Basilikata, Massafra in Apulien, Palazzolo Acreide in Sizilien)
- Griechenland (Insel Kreta Matala)
- Ukraine (Kiew, Inkerman, Çufut Qale)
- Georgien (Uplistsiche, Wardsia, Wanis Kwabebi)
- Türkei (Midyat, Karain)
- Tschechien (Valečov). Im Gebiet der Sandsteinregionen in Nordböhmen – wie Böhmische Schweiz, Daubaer Schweiz, Böhmisches Paradies, gibt es aufgrund der dortigen geologischen Gegebenheiten eine große Anzahl von künstlichen Höhlen. Dort ist die Unterscheidung von Wohnhöhlen und Eiskellern nicht immer einfach. Aufgrund der nach 1945 erfolgten Vertreibung der Deutsch-Böhmen ist die Überlieferung oftmals sehr lückenhaft. Museal erschlossen sind in den oben genannten Gebieten keine der Wohnhöhlen.
- Jordanien (Petra)
- USA (Gila Cliff Dwellings, Mesa-Verde, Montezuma Castle, Walnut Canyon)

In einigen Orten werden Wohnhöhlen auch an Touristen vermietet.

## Wohnhöhlen in der Romanliteratur
- Cyrano de Bergerac, Reise zum Mond, 1650, ISBN 3-8218-0732-6
- Herbert George Wells, Die Zukunft in Amerika, 1911, ISBN 0-548-85971-X
- Jules Verne, Schwarzindien, 1877, ISBN 3-8224-1024-1
- Patrick Süskind, Das Parfum, 1985, ISBN 3-257-22800-7
- J. R. R. Tolkien, Der Herr der Ringe
- J. R. R. Tolkien, Der Hobbit
- Carlo Levi: Christus kam nur bis Eboli, 1944, ISBN 3-423-13039-3
- David Friedrich Weinland, Rulaman
- Alois Theodor Sonnleitner, Die Höhlenkinder

## Galerie

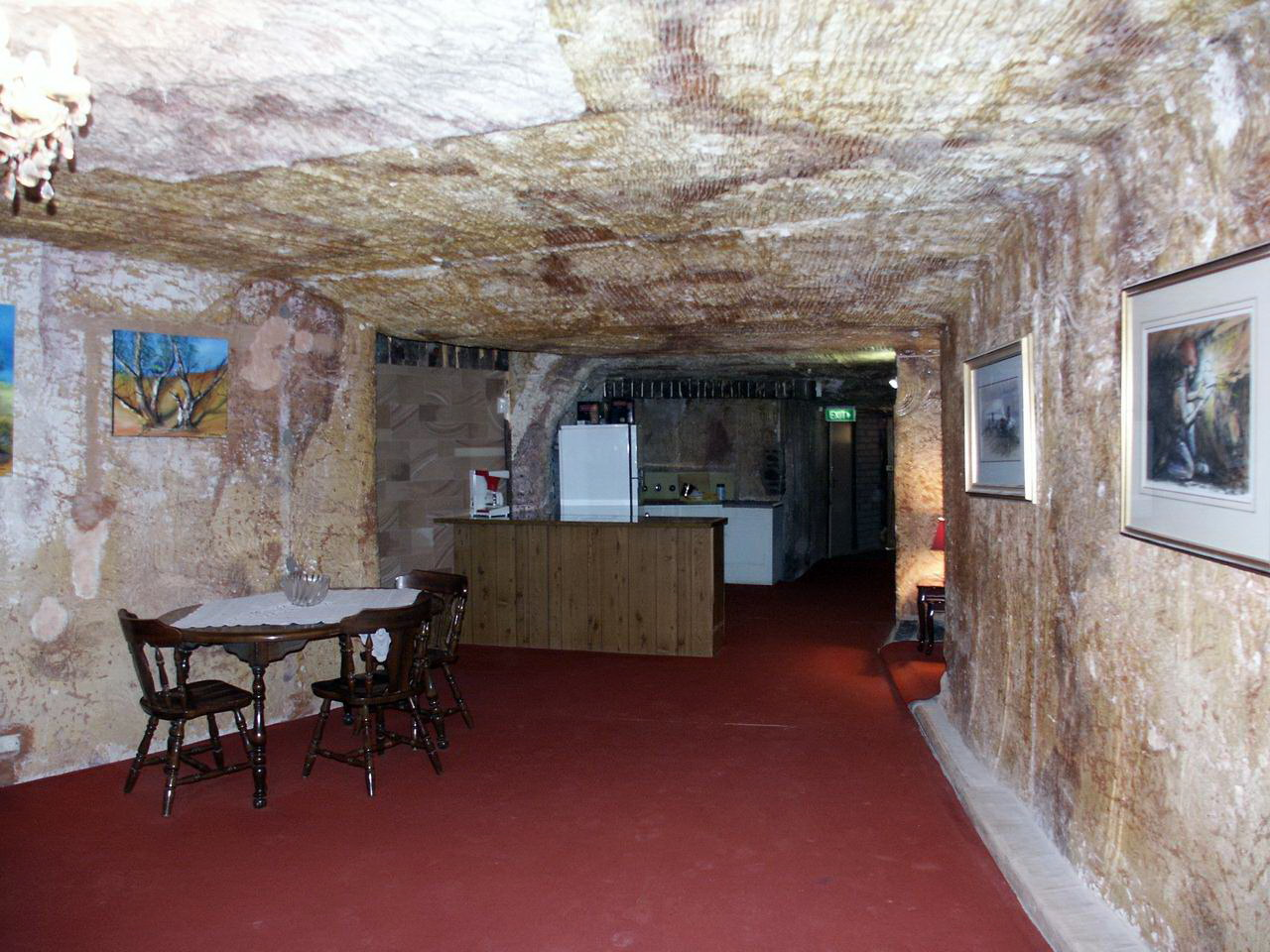
Wohnhöhle in Coober Pedy, Wüstenort in Süd-Australien
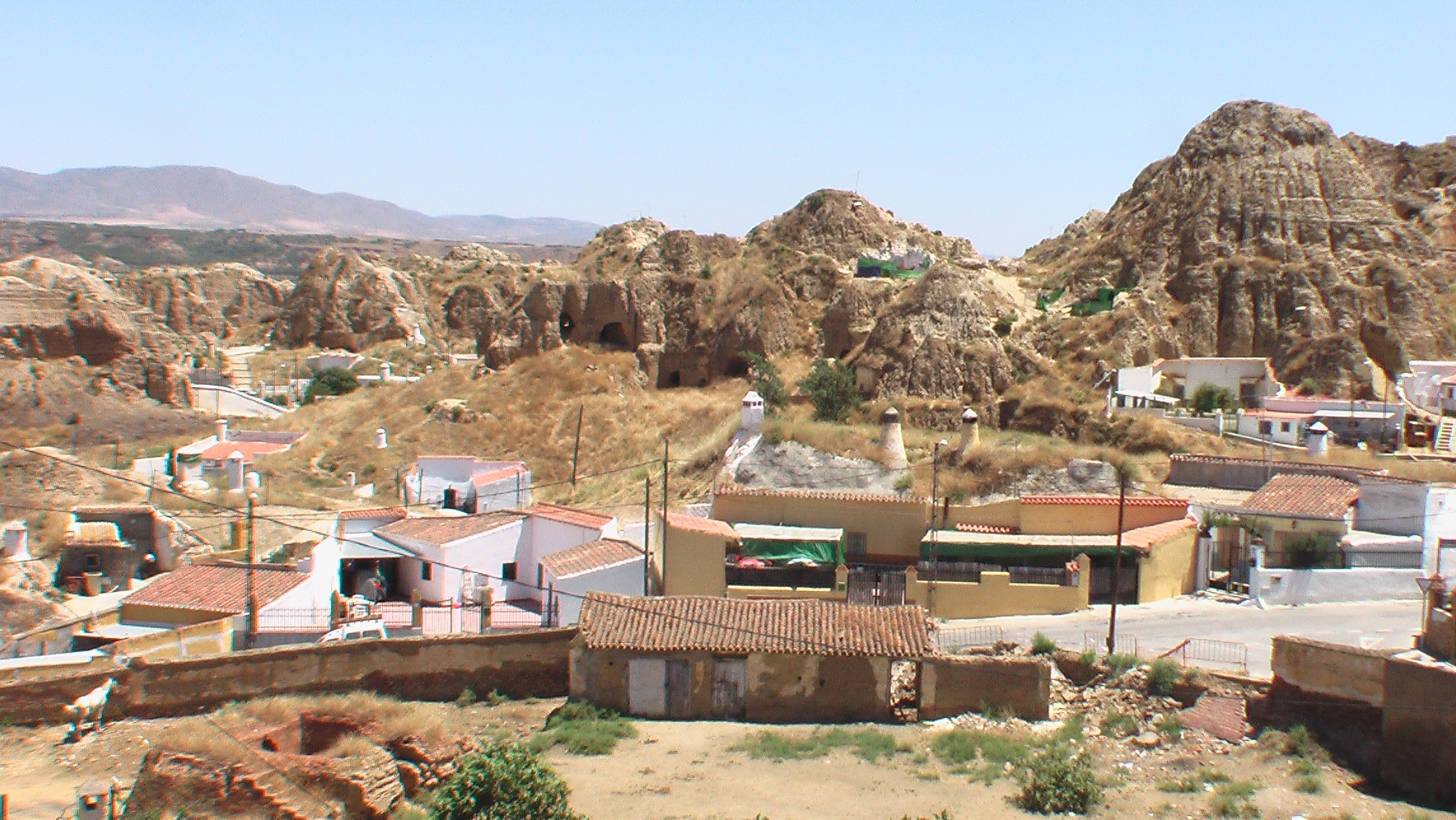
Wohnhöhlen bei Guadix in Spanien
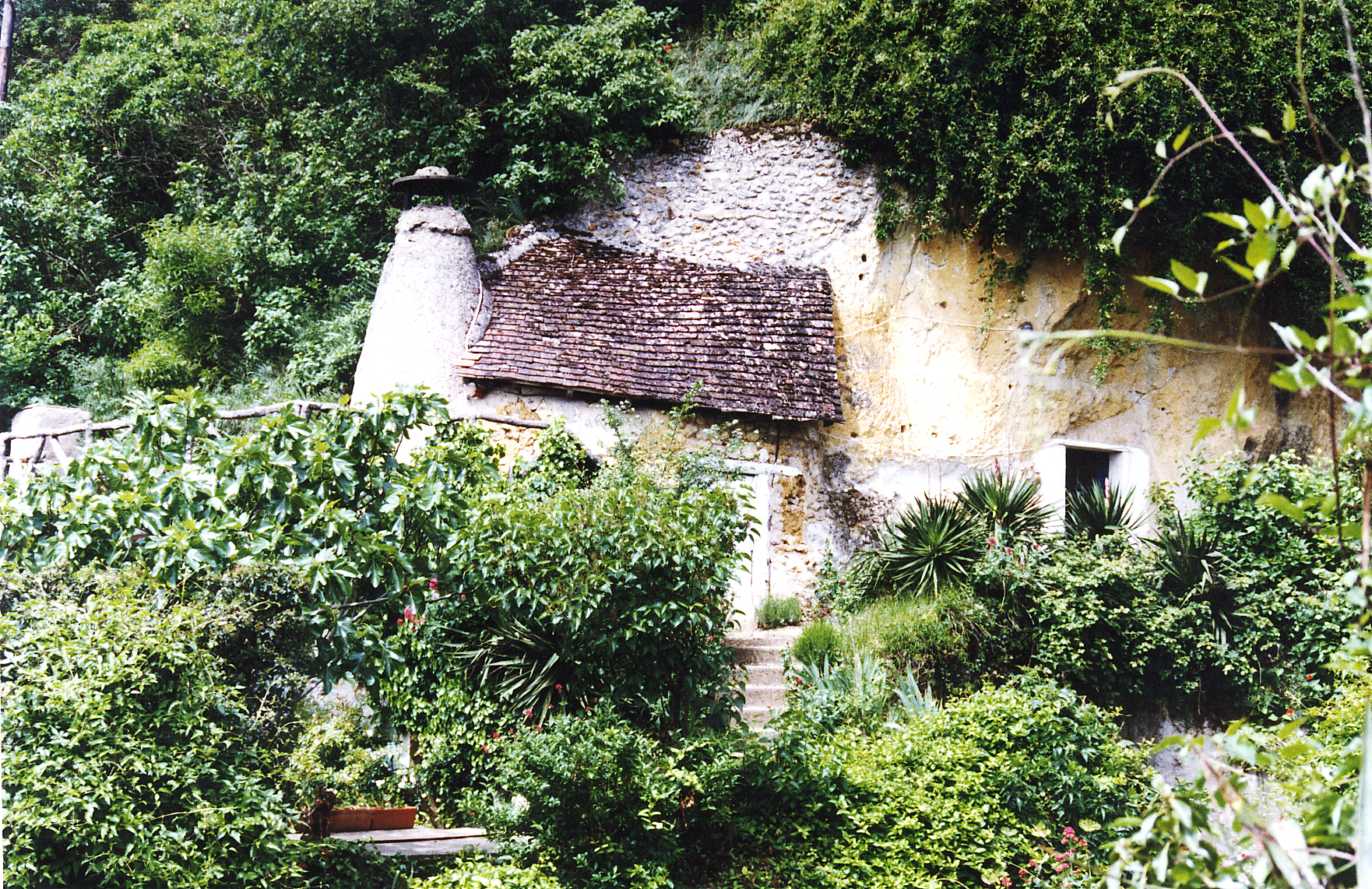
Département Loir-et-Cher, Frankreich
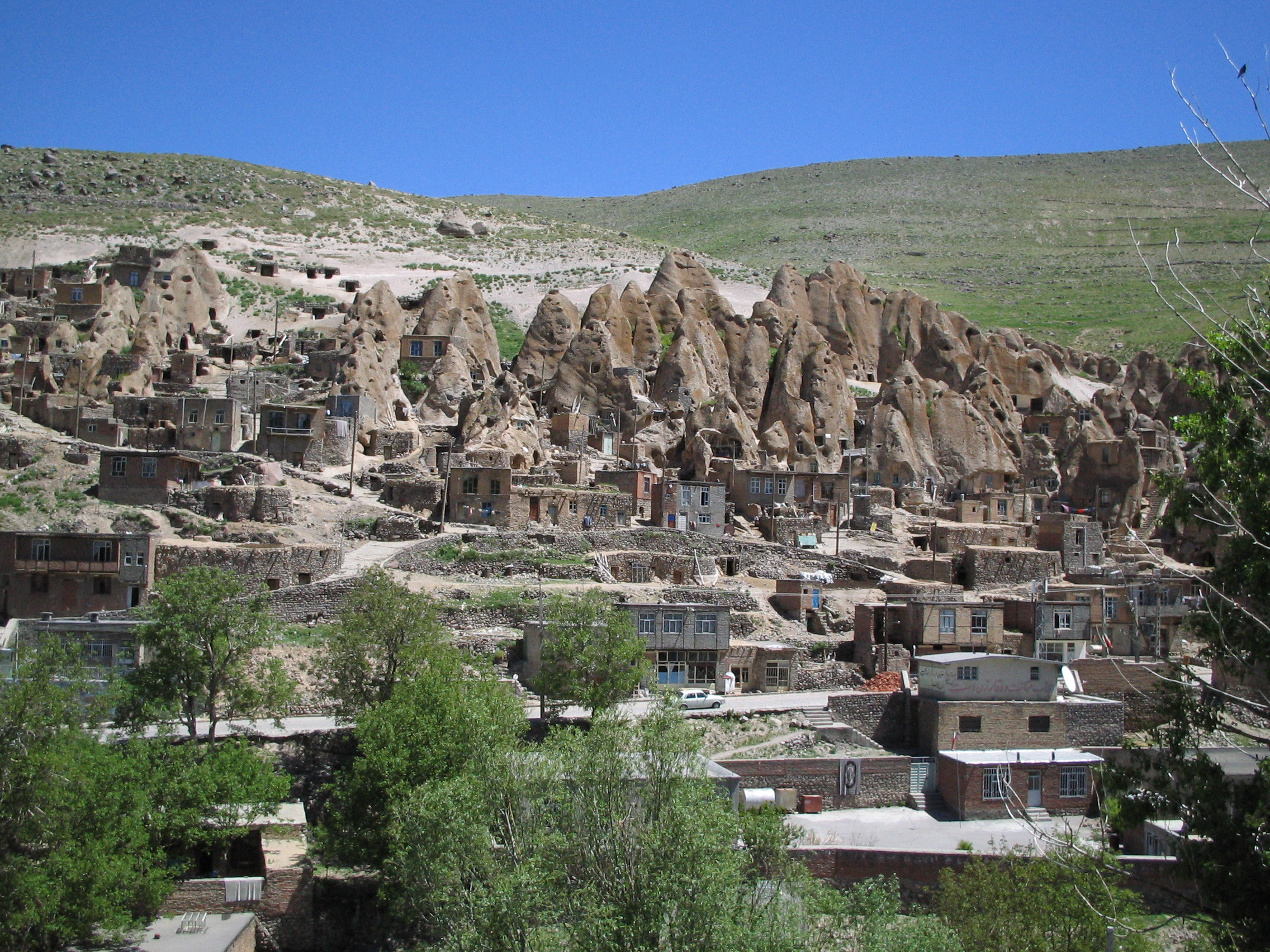
Kandovan im Iran
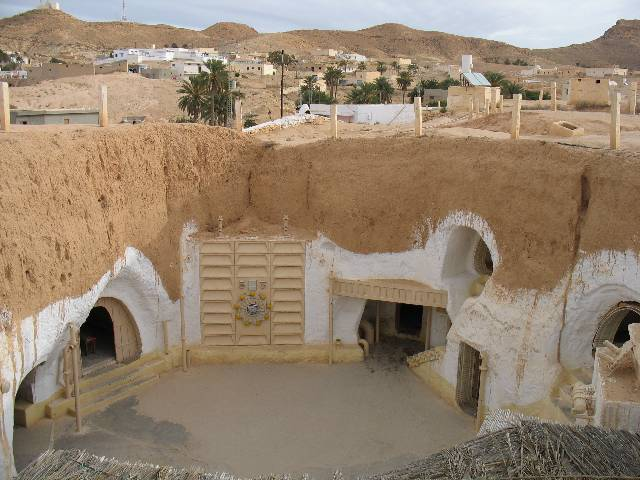
Hôtel Sididriss in Matmata in Tunesien
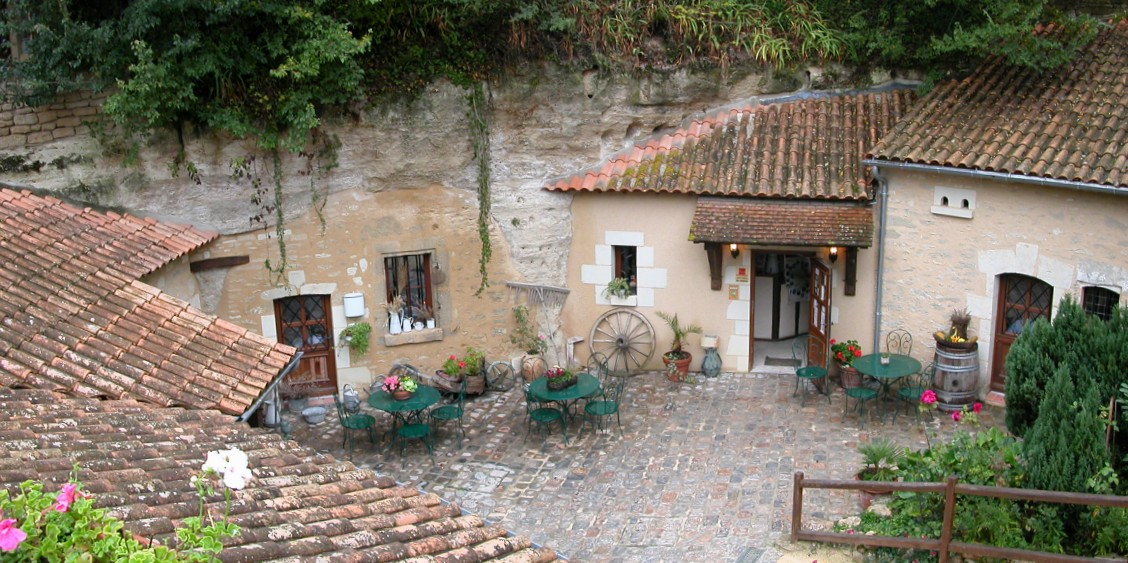
Wohnhöhle in Rocheménier (Frankreich)
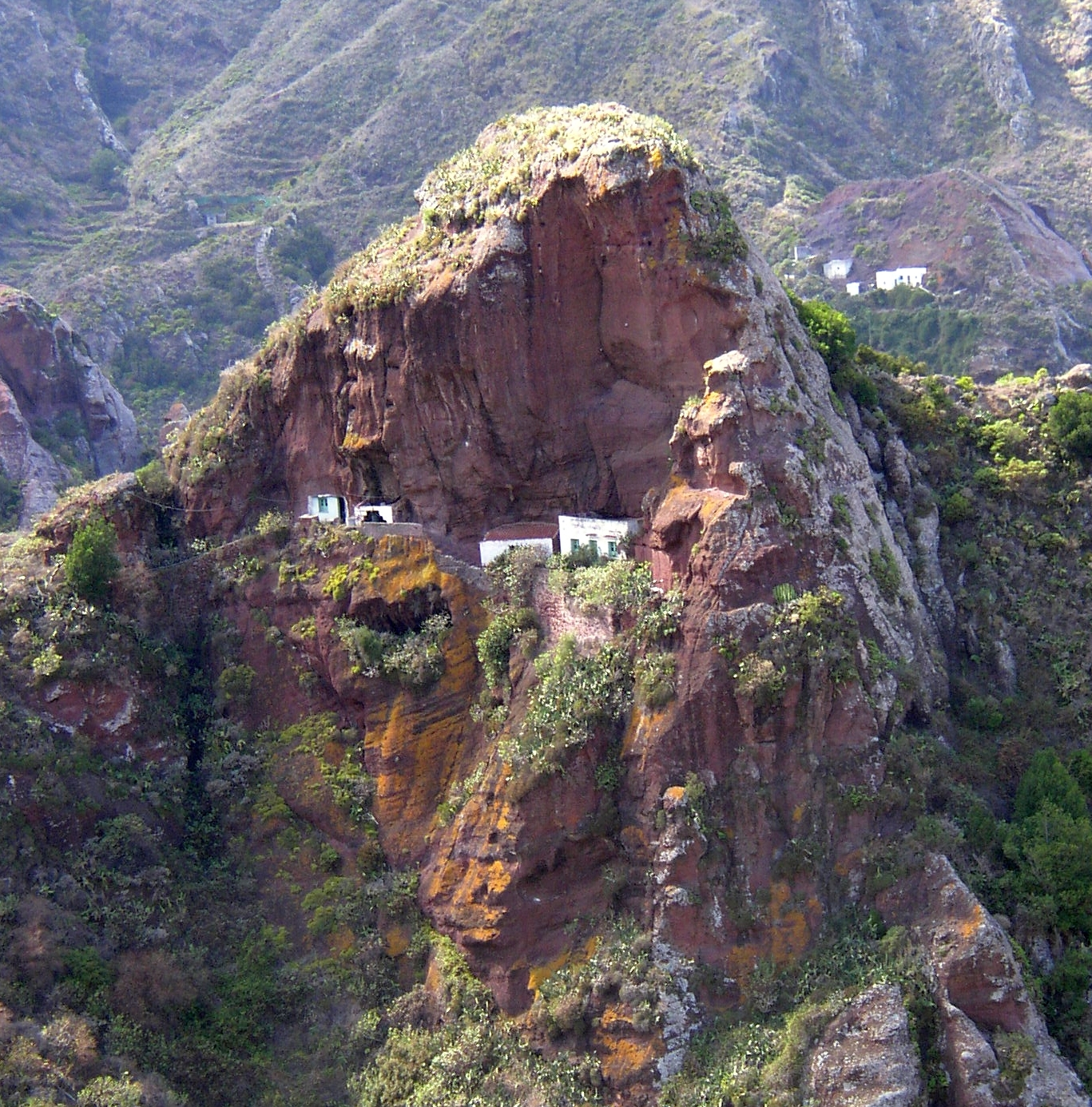
Wohnhöhlen auf Teneriffa
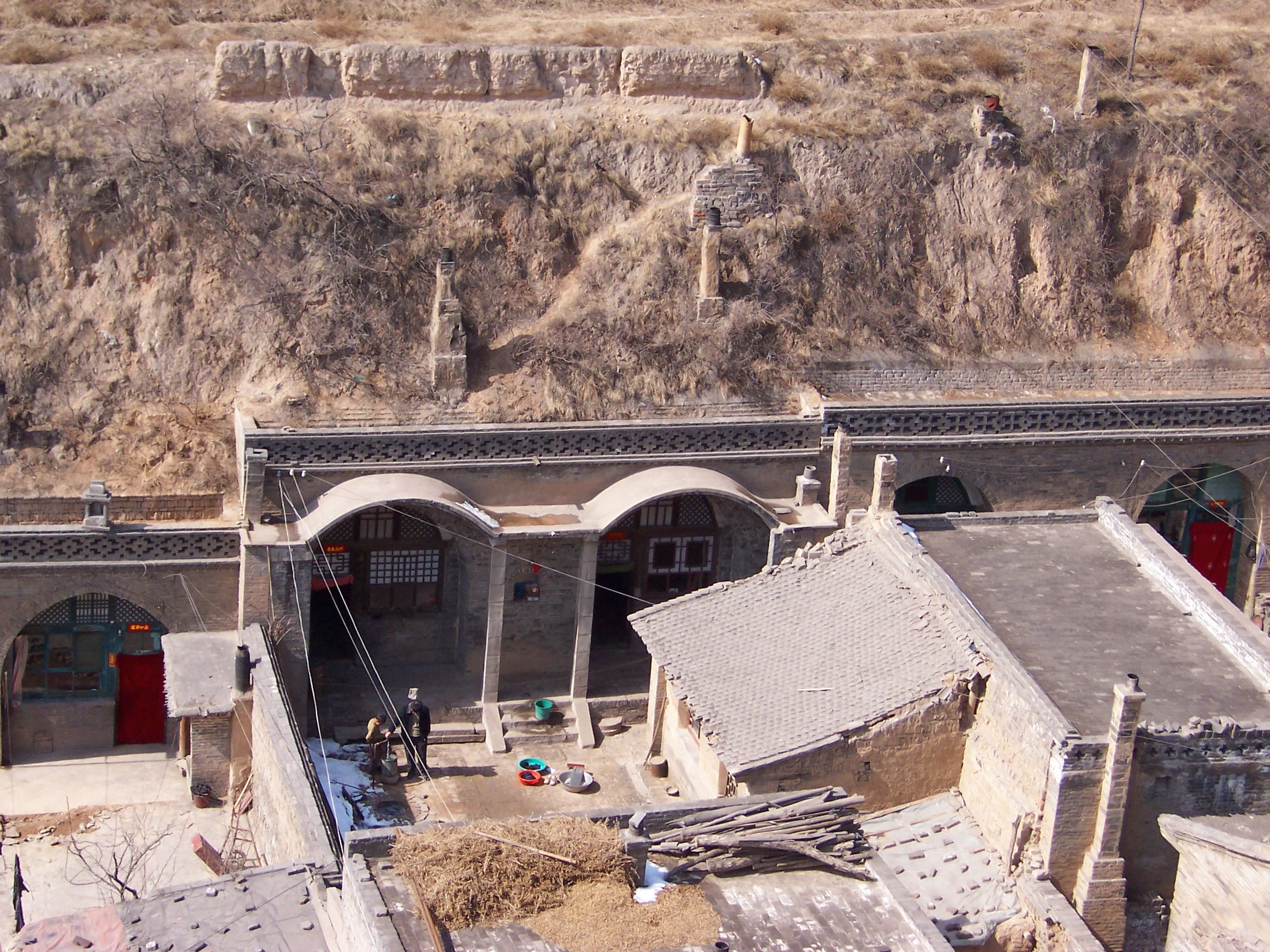
Provinz Shanxi in der Volksrepublik China
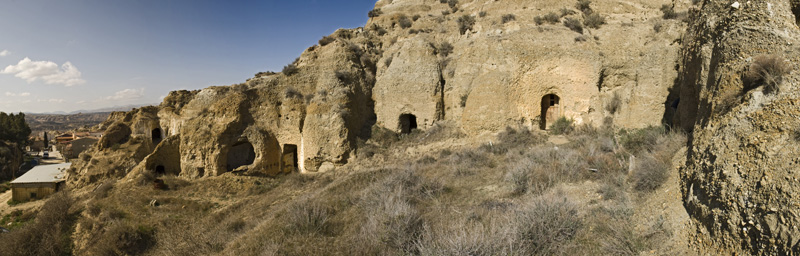
Wohnhöhlen auf Purullena, Südspanien
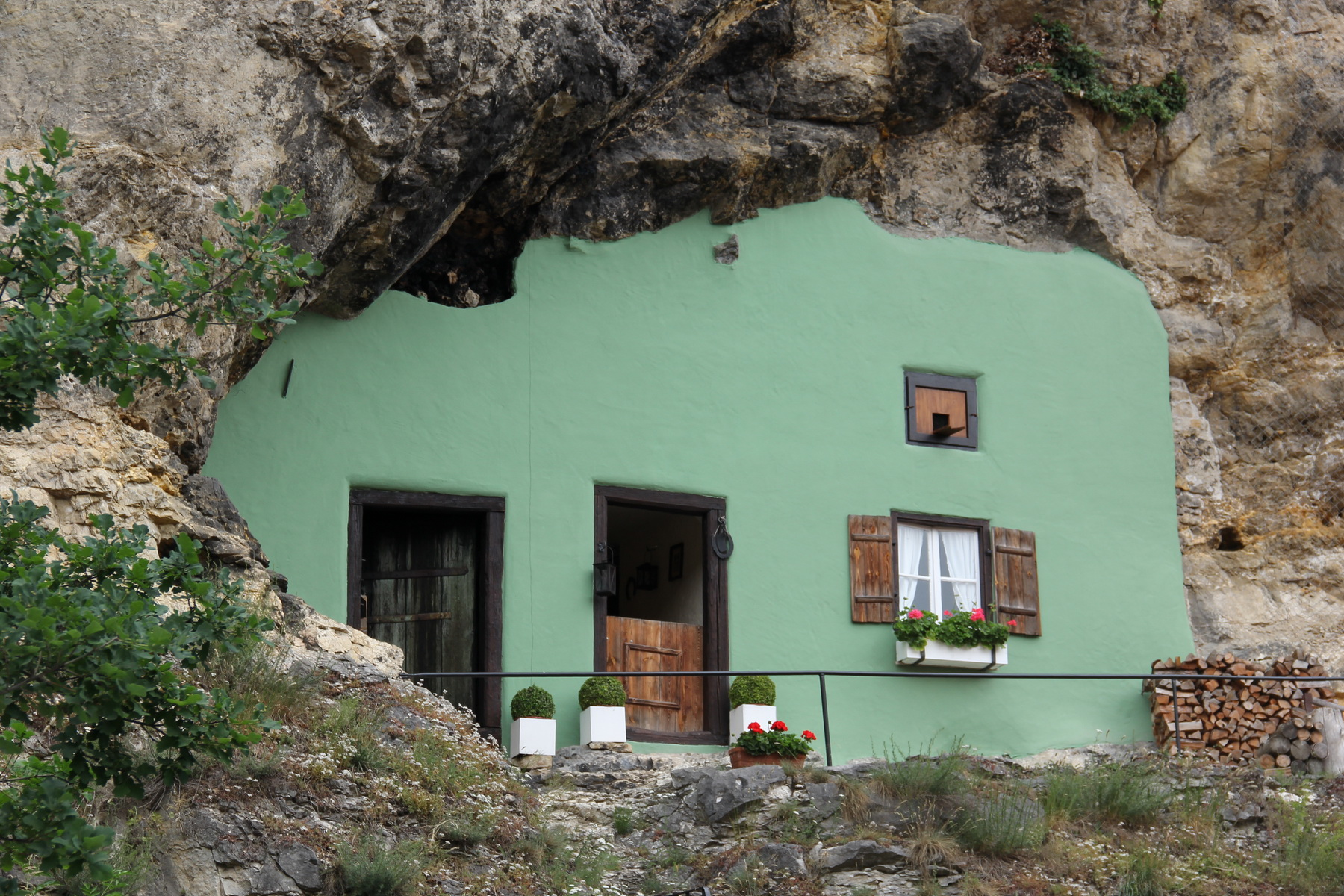
Haus ohne Dach in Kallmünz
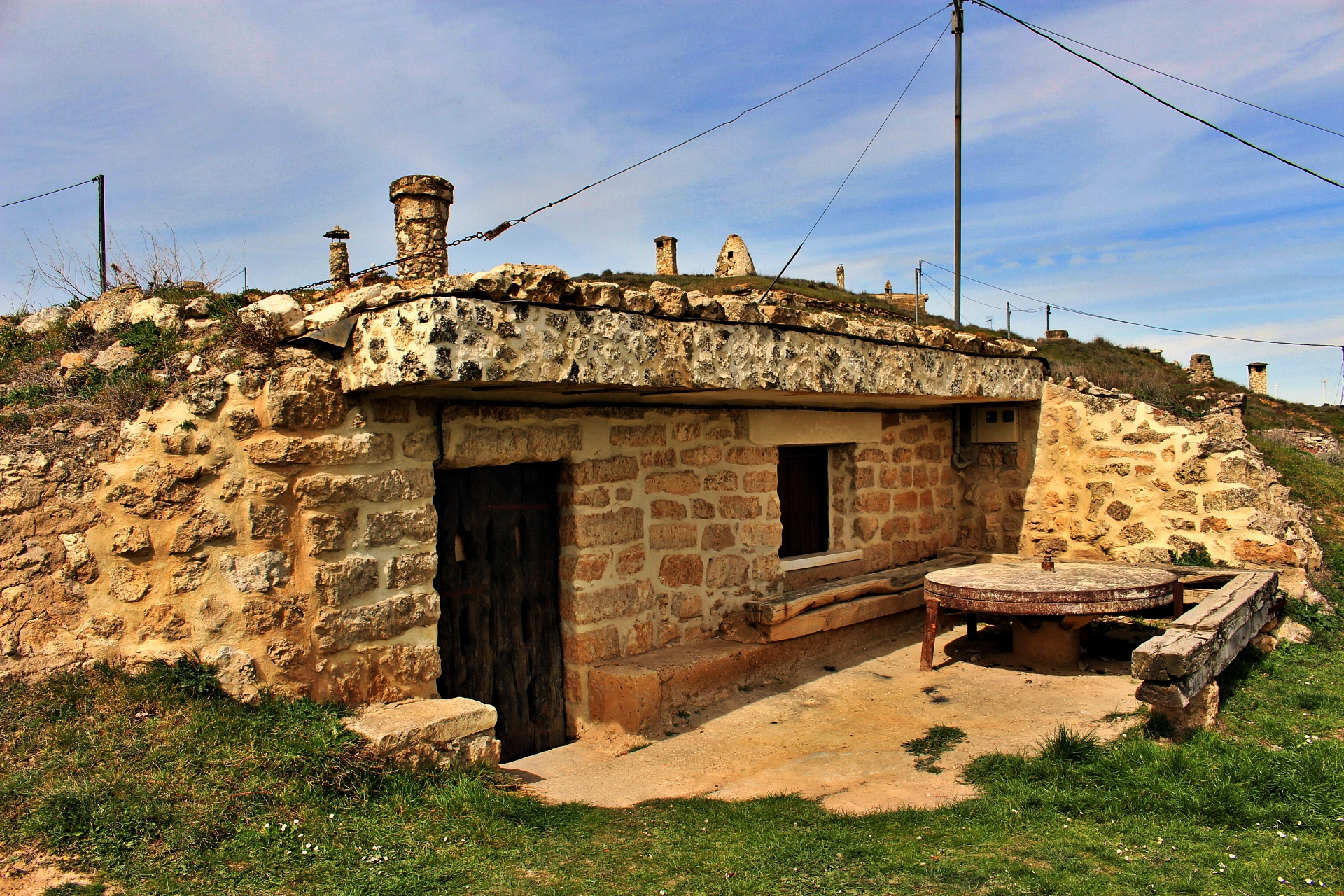
Bodegas de Baltanás  (Palencia, Spanien)